# Udział (prawo)
Udział – ogół uprawnień i obowiązków wspólnika wobec spółki z ograniczoną odpowiedzialnością, który wyznacza status prawny wspólnika. Jest podstawą bycia wspólnikiem w spółce.
Udziały mogą lecz nie muszą stanowić odzwierciedlenie wkładów wniesionych do spółki. Przepisy prawa dopuszczają bowiem wniesienie wkładów do spółki o wartości wyższej niż nominalna wartość udziałów. Udział daje posiadającej go osobie szereg uprawnień w spółce, które zwyczajowo dzieli się na uprawnienia o charakterze korporacyjnym oraz o charakterze majątkowym.

## Prawa korporacyjne wspólnika
Prawa korporacyjne to prawa o charakterze organizacyjnym w spółce, związane z tym, że spółka jest osobą prawną, która tworzona jest przez wspólników umawiających się na realizację wspólnego celu. Prawa te obejmują:
- prawo uczestniczenia w zgromadzeniach wspólników,
- prawo głosu,
- prawo indywidualnej kontroli,
- prawo żądania wyłączenia innego wspólnika przez sąd,
- prawo żądania rozwiązania spółki przez sąd,
- prawo zaskarżania uchwał zgromadzenia wspólników,
- prawo przeglądania dokumentacji spółki.

## Prawa majątkowe związane z udziałem
Prawa o charakterze majątkowym obejmują:
- prawo do dywidendy,
- prawo do udziału w masie likwidacyjnej,
- prawo pierwszeństwa poboru.

## Obrót udziałami w spółce z o.o.
Udziały w spółce z ograniczoną odpowiedzialnością mogą być przedmiotem obrotu, np. darowizny lub sprzedaży. Przepisy Kodeksu spółek handlowych wymagają aby sprzedaż udziałów w spółce z ograniczoną odpowiedzialnością nastąpiła pod rygorem nieważności w formie pisemnej z podpisem notarialnie poświadczonym lub poprzez system elektroniczny Ministerstwa Sprawiedliwości.
Umowa spółki z ograniczoną odpowiedzialnością może ograniczać obrót udziałami poprzez wymóg uzyskania zgody zarządu lub innego organu spółki. Ograniczenie zbywalności udziałów może polegać także na ustanowienie prawa pierwszeństwa nabycia przez innych wspólników lub prawa pierwokupu. W transakcjach korporacyjnych wykorzystywane są także klauzule tag along oraz drag along.